# والابی قلمویی غربی
والابی قلمویی غربی (نام علمی: Macropus irma)، که با نام والابی سیاه‌دستکش نیز شناخته می‌شود، کیسه‌داری از تیره درازپایان، سردهٔ درازپاها است که در مناطق کرانه‌ای جنوب شرقی استرالیای غربی زندگی می‌کند. در سیاهه قرمز IUCN، این جانور در وضعیت کمترین نگرانی طبقه‌بندی شده است. بزرگترین تهدید این جانور تهاجم صورت گرفته از سوی روباه قرمز است.